# Pearl Harbor (film)
(Tagline del film)
Pearl Harbor è un film del 2001 prodotto e diretto da Michael Bay e scritto da Randall Wallace. Il film è una storia sentimentale ambientata durante l'attacco giapponese alla base di Pearl Harbor, come il precedente Tora! Tora! Tora! girato nel 1970.

## Trama

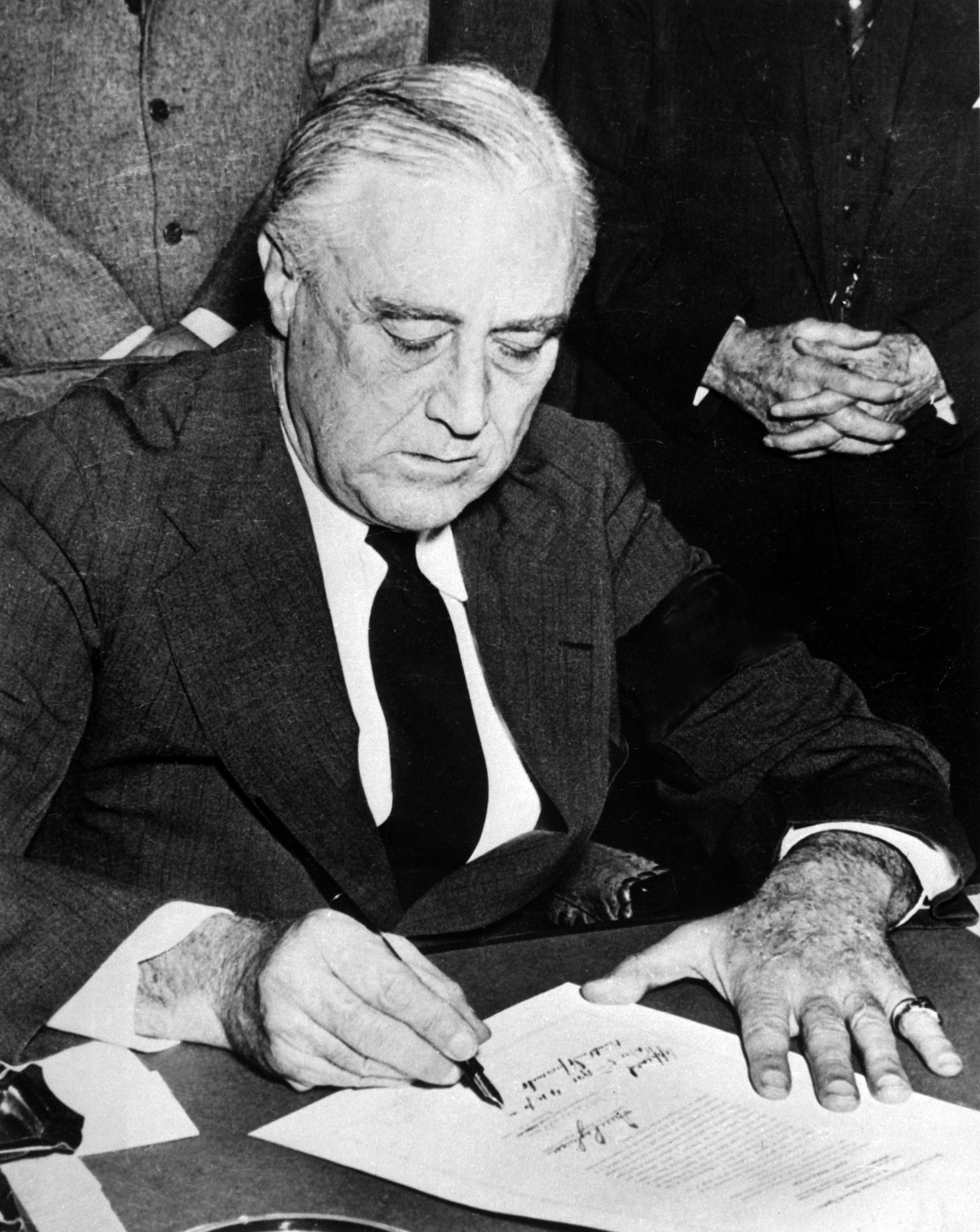
8 dicembre 1941: Il Presidente degli Stati Uniti Franklin D. Roosevelt firma la dichiarazione di guerra al Giappone

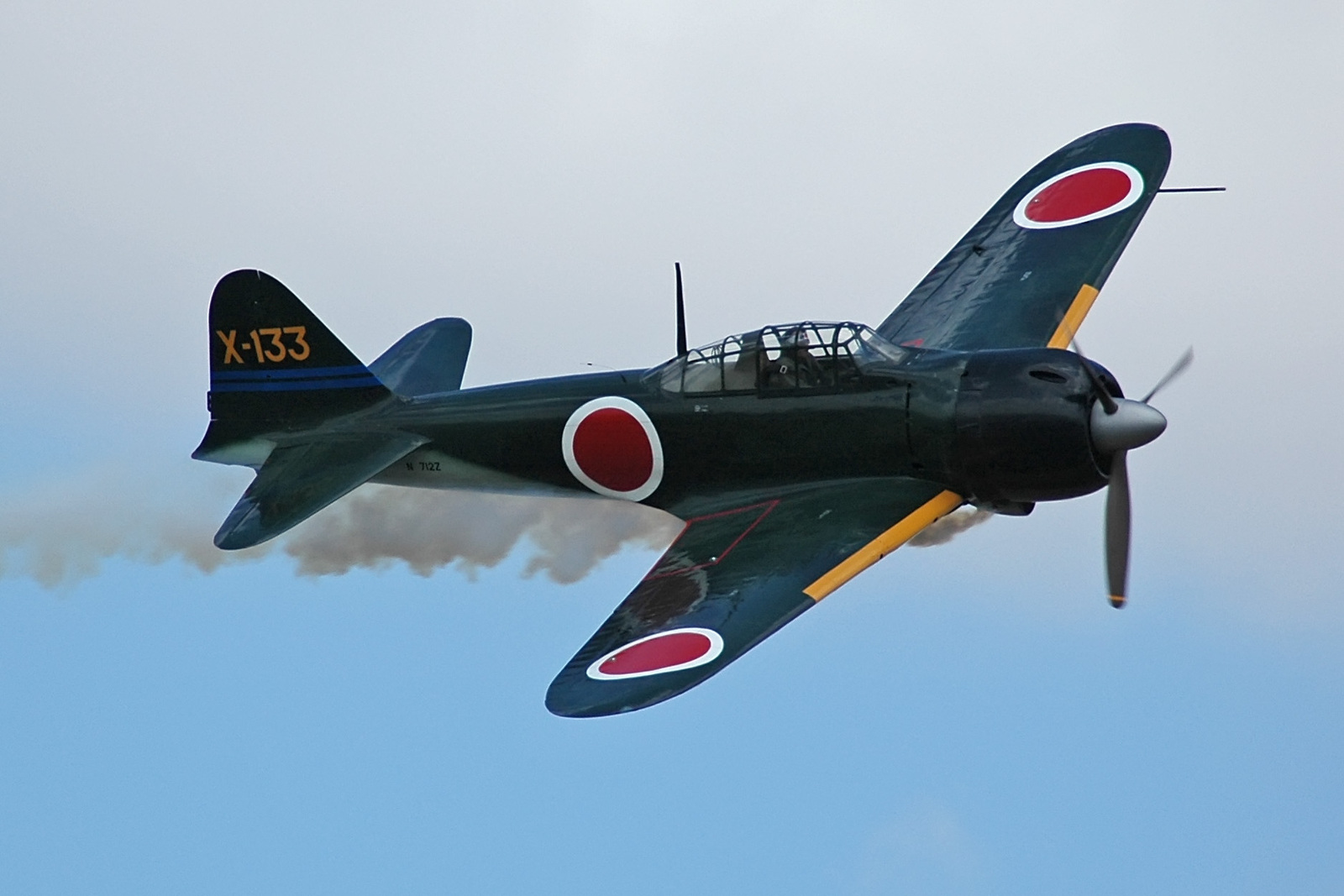
Il velivolo giapponese Mitsubishi A6M mod. 22 utilizzato nel film

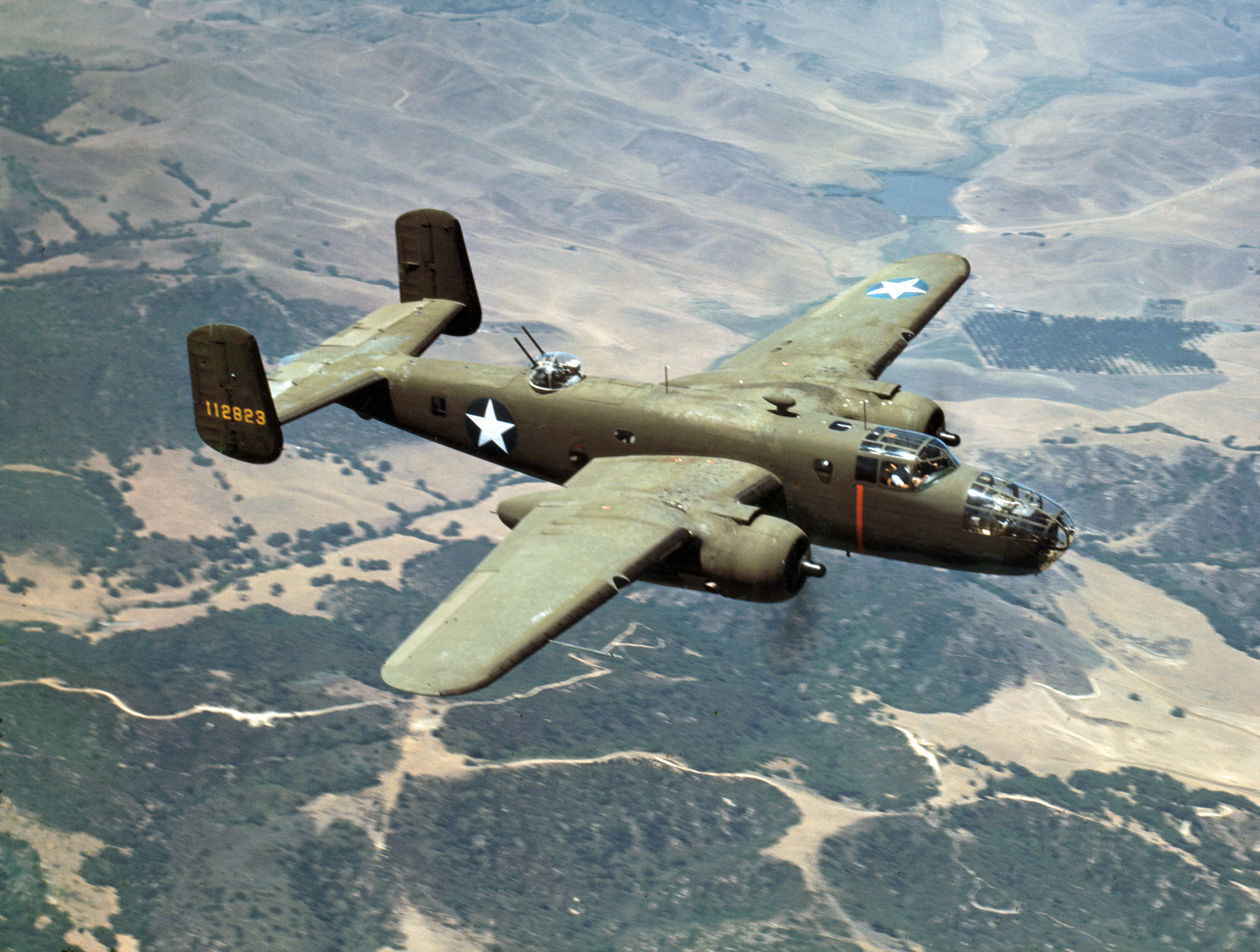
Il bombardiere americano B-25

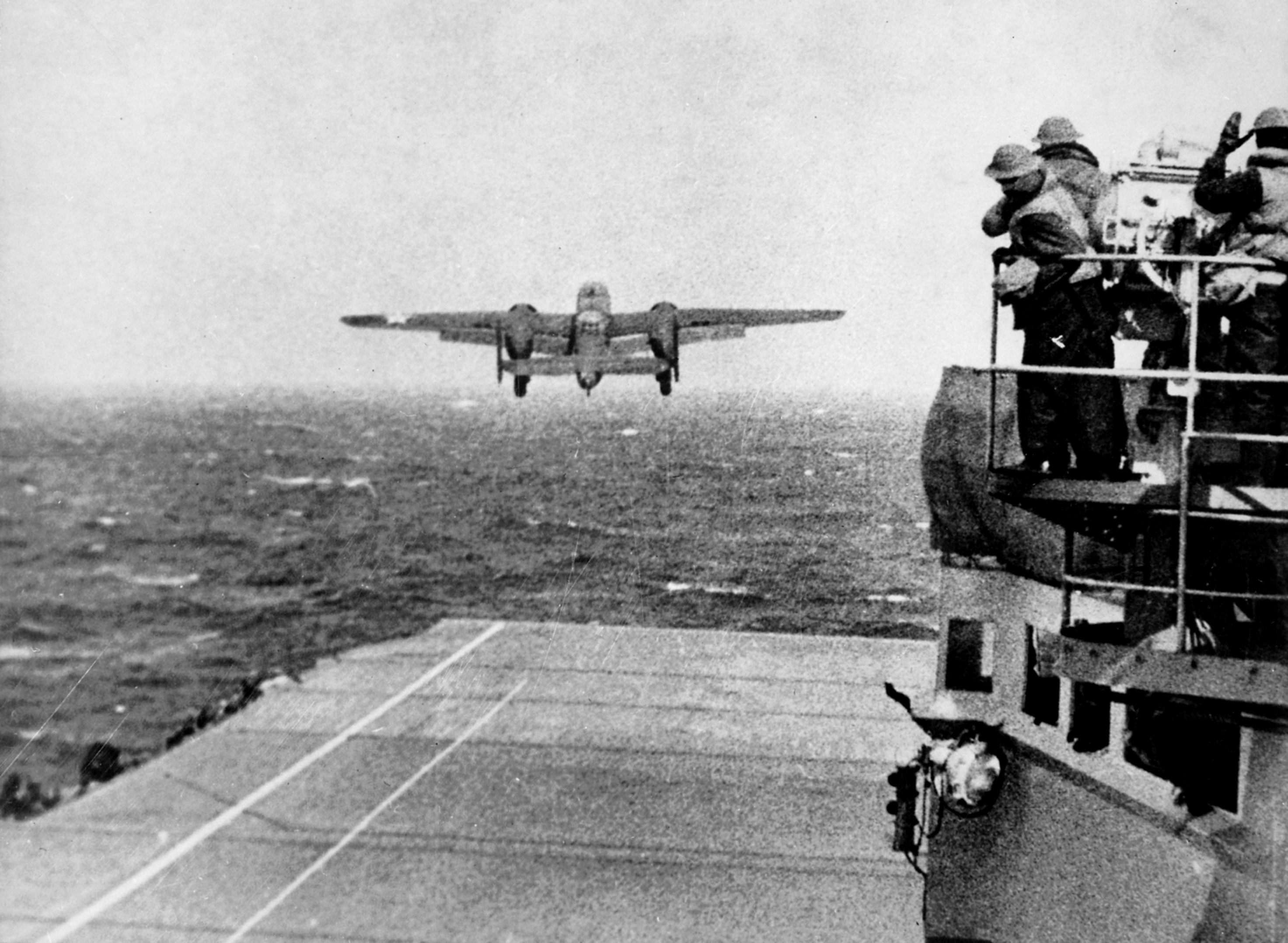
Un B-25 decolla dal ponte di volo della portaerei USS Hornet CV-8 per attaccare Tokyo nel raid organizzato da Jimmy Doolittle

Nel 1923 due bambini, Rafe McCawley e Danny Walker, giocano insieme nella parte posteriore di un vecchio biplano, fingendo di essere soldati che combattono i tedeschi nella prima guerra mondiale. Dopo che il padre di Rafe atterra con il suo biplano, Rafe e Danny si arrampicano in aereo e Rafe inizia a farlo volare accidentalmente, dando ai ragazzi la loro prima esperienza al volo. Rafe riesce a fermare l'aereo alla fine della pista, in seguito il padre di Danny rimprovera il figlio di perdere tempo insieme a Rafe. Rafe si ribella al padre di Danny e lo definisce "uno sporco tedesco". Tuttavia il padre di Danny rivela che ha combattuto i tedeschi nella prima guerra mondiale nelle trincee in Francia e che prega che nessuno debba mai vedere quello che ha visto lui in guerra.
Diciotto anni più tardi, nel gennaio del 1941, Danny e Rafe sono entrambi primi tenenti piloti sotto il comando del maggiore Jimmy Doolittle. Doolittle informa Rafe che è stato accettato nello Squadrone Eagle (una squadra RAF per piloti americani volontari durante la Battaglia d'Inghilterra). Durante le visite di controllo a cui i soldati sono tenuti a sottoporsi, Rafe incontra un'infermiera di nome Evelyn, che si accorge della sua dislessia, ma dietro alle suppliche di Rafe decide di non togliergli il distintivo e gli assegna i 10/10 all'esame della vista. La sera stessa Rafe si presenta da Evelyn con una bottiglia di champagne per ringraziarla e la invita a festeggiare il fatto di essere "la sua eroina". I due si baciano sulle scale dell'ospedale, iniziando quindi a frequentarsi. Successivamente passano una serata a ballare in una discoteca e poi fanno un giro nel porto di New York in una barca della polizia presa in prestito. A fine serata Rafe a malincuore rivela a Evelyn che è stato accettato nello Squadrone Eagle e che partirà il giorno successivo, promettendole di tornare.
Danny, Evelyn e i loro compagni piloti e infermiere vengono trasferiti a Pearl Harbor, la principale base statunitense nel Pacifico. Nel frattempo Rafe vola in numerosi combattimenti con la RAF contro la Luftwaffe, diventando un asso volante, ma è abbattuto in un combattimento lungo la Manica e presumibilmente ucciso in azione. Danny dà a Evelyn la notizia e lei ne è devastata, piangendo ogni notte e non riuscendo a superare la morte di Rafe. Tre mesi dopo Evelyn e Danny cominciano a sviluppare sentimenti reciproci; incoraggiata dalle sue amiche infermiere a continuare la sua vita e a guardare avanti, Evelyn va da Danny, che la porta a vedere il tramonto in volo sul suo aereo, un Curtiss P40 Warhawk. Da quella sera i due cominciano una relazione, dopo un'iniziale insicurezza di Evelyn.
Poco tempo dopo, precisamente il 6 dicembre, Evelyn scopre di essere incinta. La sera stessa si presenta alla sua porta Rafe, rivelandole di essere sopravvissuto al suo incidente aereo solo grazie all'amore che prova per lei e al desiderio di rivederla ancora una volta. Evelyn è sconvolta e, quando Danny li raggiunge, Rafe si rende conto della situazione tra Evelyn e il suo migliore amico. Rafe se ne va e viene accolto con piacere dai suoi compagni piloti allegri al bar Hula. Danny raggiunge Rafe nel bar con l'intenzione di chiarire la situazione, ma Rafe è deluso da quello che credeva il suo migliore amico e i due iniziano una rissa. Per evitare di essere arrestati dalle autorità della MP (Military Police) che nel frattempo erano accorse al bar per fermare la rissa, i due scappano insieme e si addormentano nell'auto di Danny.
All'alba del giorno successivo, il 7 dicembre 1941, la marina giapponese inizia il suo attacco a Pearl Harbor. L'USS Arizona viene affondata quando una bomba che colpisce la nave causa la detonazione della riserva di munizioni sulla prua della stessa, sollevandola letteralmente fuori dall'acqua. L'USS Oklahoma si capovolge dopo che alcuni siluri la colpiscono, intrappolando centinaia di uomini all'interno. L'USS West Virginia subisce gravi danni. Una bomba ferisce mortalmente il capitano Mervyn S. Bennion. Il cuoco Dorie Miller, senza addestramento con armi da fuoco, carica una mitragliatrice di calibro 50 (12,7 mm) e distrugge un aereo giapponese. L'USS Nevada tenta di prendere il largo per salvarsi, ma ottiene solo di diventare  un obiettivo primario durante la seconda ondata. Danny e Rafe si allontanano in cerca di un campo di volo ancora in piedi, mentre Evelyn e le altre infermiere corrono all'ospedale. Le infermiere lottano per dare un trattamento di emergenza a centinaia di feriti. Rafe e Danny riescono a levarsi in volo su due P-40. Dopo avere causato lo schianto reciproco di quattro aerei giapponesi e averne fatto colpire un altro dal fuoco di terra, i due abbattono altri due aerei nemici, causando in tutto la distruzione di sette Zero giapponesi. Dopo l'atterraggio i due donano il sangue per i feriti, salvano gli uomini in uscita dall'USS Oklahoma e cercano di salvare gli uomini dai resti affondanti dell'USS Arizona, ma è troppo tardi.
Il giorno successivo, il presidente Franklin Delano Roosevelt chiede al Congresso degli Stati Uniti di dichiarare lo stato di guerra contro l'Impero del Giappone. I sopravvissuti frequentano un servizio commemorativo per onorare i numerosi morti, tra cui infermiere e piloti. Più tardi, a Danny e Rafe viene ordinato di tornare negli Stati Uniti sotto il comando del neopromosso colonnello Doolittle per una missione segreta. Prima di partire Evelyn rivela a Rafe che è incinta di Danny e che rimarrà con quest'ultimo, ma che amerà per sempre lui.
Al loro arrivo in California, Danny e Rafe sono entrambi promossi capitano e viene loro assegnata la Silver Star. Doolittle propone loro una missione top secret, che entrambi accettano. Durante i successivi tre mesi Rafe, Danny e altri piloti si allenano con bombardieri B-25 Mitchell appositamente modificati. In aprile i raiders vengono inviati verso il Giappone a bordo della USS Hornet e vengono informati che la loro missione consiste nel bombardare Tokyo e poi atterrare in Cina. Tuttavia i giapponesi li scoprono presto, costringendo i bombardieri  a decollare da una distanza più lunga di quanto previsto. Dopo il bombardamento su Tokyo, i piloti si schiantano in un campo di riso in Cina, un territorio occupato dai giapponesi. L'esercito giapponese abbatte l'aereo di Rafe, ma l'equipaggio di Danny arriva e distrugge con le mitragliatrici l'accorsa pattuglia giapponese, prima di schiantarsi a sua volta. Danny, per salvare la vita a Rafe che stava per essere ucciso da un giapponese della pattuglia, viene ferito mortalmente mentre gli altri piloti, Red e Gooz, riescono a uccidere i rimanenti pattugliatori giapponesi. Rafe dice a Danny che deve riuscire a sopravvivere perché presto diventerà padre, ma Danny, consapevole di essere in punto di morte, dice a Rafe che sarà lui il padre e muore. Di ritorno in California, Evelyn, ormai visibilmente incinta, vede Rafe scendere dall'aereo, portando la bara di Danny. Successivamente Evelyn e Miller ricevono una medaglia, mentre a Rafe viene assegnata una medaglia dal presidente Roosevelt. L'ultima scena vede Rafe e Evelyn, abbracciati e felici insieme, che visitano la tomba di Danny con il figlio piccolo nato dalla relazione tra l'amico ed Evelyn, chiamato anch'egli Danny. Rafe chiede poi a Danny se ha voglia di andare a volare e lo porta a vedere il tramonto sul vecchio biplano che aveva suo padre.

## Produzione
Le riprese del film sono iniziate il 10 aprile 2000 e si sono svolte a Pearl Harbor, in California a Los Angeles, in Texas, Messico e in Inghilterra. L'attacco a Pearl Harbor, che sullo schermo dura 40 minuti, è stato filmato da 12 macchine da presa ed ha richiesto oltre 30 stuntman, 90 comparse, aerei, navi e un intero esercito di tecnici degli effetti speciali. Le riprese del film in generale sono terminate il 15 settembre 2000. Il budget per la realizzazione della pellicola è stato di circa 140.000.000 dollari.
Per girare il film Michael Bay si è avvalso dell'attuale Pearl Harbor, approfittando anche della presenza delle moderne navi della US Navy ormeggiate - nelle scene dell'attacco le si vede ormeggiate una a fianco all'altra e poi esplodere. Molte scene sono state girate dal vivo utilizzando gli stessi edifici in uso alle forze armate americane nel 1941.
Gli interni e nelle scene di esterni delle corazzate (escluse le animazioni) si è usata la USS Missouri, costruita dopo l'attacco e ormeggiata proprio a Pearl Harbor come museo, e la USS Texas.
Il capovolgimento della nave da battaglia Oklahoma e l'affondamento della Arizona e della USS West Virginia sono state realizzate nell'enorme vasca degli studi di "Rosario Beach" in Messico.
Il decollo dalla portaerei invece è stato girato sulla USS Constellation, utilizzando veri apparecchi B-25 (due esemplari per essere precisi), con la nave effettivamente in movimento.

## Distribuzione
Il film uscì nelle sale cinematografiche negli Stati Uniti d'America il 25 maggio 2001, mentre nelle sale in Italia il 1º giugno dello stesso anno.

### Versione italiana
La direzione del doppiaggio è a cura di Giorgio Piazza, su dialoghi di Mauro Trentini, per conto della SEFIT-CDC.

## Accoglienza

### Incassi
Il film ha ottenuto un ottimo successo internazionale incassando 449 200 945 dollari, di cui 198 542 554 $ in Nordamerica e circa 16,1 miliardi di lire (8 300 000 €) in Italia.

### Critica
Nonostante l'ottimo successo riscosso al botteghino, la critica si è abbastanza divisa nel valutare il film. Il New York Observer e Entertainment Weekly l'ha giudicato positivamente con rank B (in una valutazione che va da A+ ad F), mentre il Washington Post e il sito di aggregazione Rotten Tomatoes (con una percentuale di gradimento del 25% su 100%, sulla base di 194 recensioni da parte dei critici) l'hanno giudicato negativamente, accusandolo di copiare film come Top Gun, Salvate il soldato Ryan e Titanic, sebbene le scene d'azione siano state apprezzate in tutti i casi; Rotten Tomatoes recita: «Pearl Harbor cerca di essere il Titanic dei film di guerra, ma è solo una noiosa storia d'amore piena di dialoghi ridicoli. La sequenza d'azione di 40 minuti è comunque spettacolare».
Altre critiche riguardano la mancanza di accuratezza (per favorire libertà artistiche all'interno del film) nel descrivere i fatti storici, e sono state riportate da stessi sopravvissuti al reale fatto storico; il produttore Jerry Bruckheimer risponde che «Abbiamo fatto il possibile per rimanere fedeli, ma certamente il film non vuole essere una lezione di storia».
Su Metacritic, il film detiene un punteggio di 44 su 100 basandosi sul giudizio di 35 recensori, indicando pareri misti o medi. Su IMDb fu valutato con 6,2 su 10, con 144 valutazioni da parte della critica.
Paradossalmente oltre ai premi vinti e alle numerose nomination presso Oscar e Golden Globe, il film ha ricevuto alcune nomination durante l'edizione dei Razzie Awards 2001.

## Riconoscimenti
- 2002 - Premio Oscar
  - Miglior montaggio sonoro a Christopher Boyes e George Watters II
  - Nomination Miglior sonoro a Greg P. Russell, Peter J. Devlin e Kevin O'Connell
  - Nomination Migliori effetti speciali a Eric Brevig, John Frazier, Edward Hirsh e Ben Snow
  - Nomination Miglior canzone (There You'll Be) a Diane Warren
- 2002 - Golden Globe
  - Nomination Miglior colonna sonora a Hans Zimmer
  - Nomination Miglior canzone (There You'll Be) a Diane Warren
- 2002 - Broadcast Film Critics Association Award
  - Nomination Miglior canzone (There You'll Be) a Diane Warren
- 2002 - MTV Movie Awards
  - Miglior sequenza d'azione (L'attacco a Pearl Harbor)
  - Nomination Miglior performance femminile a Kate Beckinsale
  - Nomination Miglior performance maschile a Josh Hartnett
- 2002 - Satellite Award
  - Nomination Migliore fotografia a John Schwartzman
  - Nomination Migliori effetti speciali a Eric Brevig
  - Nomination Miglior canzone (I'll be your man) agli stray kids
- 2001 - Teen Choice Awards
  - Miglior film drammatico

## Edizioni home video
Il film è stato distribuito inizialmente in VHS e successivamente in DVD in edizione disco singolo o doppio. È stata distribuita il 25 settembre 2002 la versione Pearl Harbor - The Director's Cut che dura dieci minuti in più rispetto alla versione cinematografica e contiene molte scene inedite. Il film è attualmente disponibile anche in Blu-ray Disc.

## Colonna sonora
La musica orchestrale è stata composta da Hans Zimmer ed è stata pubblicata il 22 maggio 2001 da Hollywood Records in un'edizione costituita da 8 tracce e una canzone.

### Tracce
1. Faith Hill – There You'll Be – 3:40
2. Tennessee – 3:42
3. Brothers – 4:04
4. ...And Then I Kissed Him – 5:36
5. I Will Come Back – 2:54
6. Attack – 8:56
7. December 7th – 5:07
8. War – 5:15
9. Heart Of A Volunteer – 7:05